# Börje Tengblad
Börje Karl Axel Tengblad, född 29 oktober 1903 i Trollhättans församling, i dåvarande Älvsborgs län, död 23 maj 1962 i Slottsstadens församling, Malmö, var en svensk korrespondent och direktör. Han blev 1953 verkställande direktör för dagstidningen Arbetet.
Han var från 1929 till sin död gift med Ruth Liljedahl (1897–1984). Genom sonen Åke Tengblad är han svärfar till konstnären Mona Ridderstad-Cedergren.
Börje Tengblad är begravd på Limhamns kyrkogård.